# IC 349
IC 349, també coneguda com a Nebulosa Merope de Barnard és una nebulosa que es troba a 36 arcmin (0,06 any llum) de l'estel Merope en el Cúmul de les Plèiades.
El telescopi espacial Hubble va poder captar a aquesta nebulosa l'any 1999. En la imatge, l'estel Merope va quedar retallat i se situaria en el quadrant superior dret. Els rajos de llum a la part superior de la imatge són un fenomen òptic conseqüència de les lents del telescopi, i no són característiques pròpies de IC 349. D'altra banda, els braços paral·lels que s'estenen des de la cantonada inferior esquerra cap a la part superior dreta són facetes albirades per primera vegada d'aquesta nebulosa.